# چارلی کوربل
کارل-هاینتس «چارلی» کوربل (زاده ۱ دسامبر ۱۹۵۴، در دوسنهایم) بازیکن فوتبال و مدافع سابق آلمانی است. او در حال حاضر یکی از مدیران باشگاه آینتراخت فرانکفورت است و آکادمی فوتبال این باشگاه را اداره می‌کند.

## دوران باشگاهی و ملی

### به عنوان بازیکن
کوربل تمام دوران حرفه‌ای خود را در باشگاه آینتراخت فرانکفورت گذراند و از سال ۱۹۷۲ تا ۱۹۹۱ برای این باشگاه بازی کرد. او در حال حاضر با ۶۰۲ بازی در بوندس‌لیگا رکورددار حضور در این رقابت‌هاست. او همچنین در شش بازی ملی برای آلمان غربی به میدان رفته‌است و ۱۰ بازی بین‌المللی نیز برای تیم B انجام داده‌است.

### به عنوان مربی
امروزه، کوربل مدیریت آکادمی فوتبال باشگاه آینتراخت فرانکفورت و یک فروشگاه ورزشی در شهر زادگاه خود دوسنهایم را بر عهده دارد.

## افتخارات

### باشگاهی
آینتراخت فرانکفورت
- جام-حذفی: ۷۴–۱۹۷۳، ۷۵–۱۹۷۴، ۸۱–۱۹۸۰، ۸۸–۱۹۸۷
- جام یوفا: ۸۰–۱۹۷۹